# Træk af storkenes liv
|  | Denne artikel er oprettet af botten PalnaBot ud fra en ekstern database. Den kan derfor have sproglige fejl eller mangler. Denne skabelon kan fjernes efter kontrol af indholdet. |

Træk af storkenes liv er en undervisningsfilm instrueret af C.H. Helm efter manuskript af C.H. Helm.

## Handling
Man følger storken fra dens ankomst i Danmark i april til dens afsked. Fra tårnet på Ribe Domkirke kan man se otte storkereder.